# Mont-Laurent
Mont-Laurent település Franciaországban, Ardennes megyében. Lakosainak száma 51 fő (2022. január 1.). Mont-Laurent Ambly-Fleury, Givry, Ménil-Annelles, Saulces-Champenoises és Seuil községekkel határos.

## Népesség
A település népességének változása:
| Lakosok száma | 106  | 83   | 79   | 71   | 68   | 67   | 62   | 56   | 53   | 51   |
|               | 1968 | 1982 | 1990 | 2006 | 2013 | 2015 | 2017 | 2019 | 2020 | 2022 |